# Carolina Arbeláez
Carolina Arbeláez, née le 8 mars 1995 à Medellín en Colombie, est une footballeuse internationale colombienne. Elle évolue au poste de milieu de terrain au Deportivo La Corogne.

## Biographie
Avec l'équipe de Colombie, elle participe à la Coupe du monde 2015 organisée au Canada, puis aux Jeux olympiques d'été de 2016 qui se déroulent au Brésil.

## Palmarès
- Finaliste de la Copa Libertadores féminine en 2013 avec le Formas Íntimas